# 69e cérémonie des Tony Awards
La 69e cérémonie des Tony Awards a eu lieu le 7 juin 2015 au Radio City Music Hall de New York et fut retransmise en direct à la télévision sur CBS. La cérémonie a récompensé les productions de Broadway en cours pendant la saison 2014-2015 et avant le 23 avril 2015.

## Cérémonie
Kristin Chenoweth et Alan Cumming ont présentés la cérémonie. Les Creative Arts Awards ont été présentés par Jessie Mueller et James Monroe Iglehart. Les Creative Arts Awards comprennent les prix du meilleur décorateur, éclairagiste, costumier et orchestration.

### Présentateurs
Lors de la soirée, plusieurs personnalités se sont relayées pour annoncer les noms des gagnants dont, ; Jason Alexander, Rose Byrne, Bobby Cannavale, Anna Chlumsky, Bradley Cooper, Harry Connick, Jr., Misty Copeland, Bryan Cranston, Larry David, Taye Diggs, Sutton Foster, Jennifer Grey, Joel Grey, Neil Patrick Harris, Marg Helgenberger, Dulé Hill, Nick Jonas, Kiesza, Judith Light, Jennifer Lopez, Patina Miller, Joe Manganiello, Debra Messing, Jennifer Nettles, Jim Parsons, Bernadette Peters, David Hyde Pierce, Phylicia Rashad, Thomas Sadoski, Taylor Schilling, Amanda Seyfried, Sting, Corey Stoll, Kiefer Sutherland, Ashley Tisdale, Tommy Tune et Rita Wilson.

### Prestations
Lors de la soirée, plusieurs troupes ont présenté des extraits des comédies musicales à l'affiche. Parmi les comédies musicales représentées sur scène au cours de la soirée ; An American in Paris, Le Roi et moi, On the Town, On the Twentieth Century, The Visit, Fun Home, Something Rotten!, It Shoulda Been You, Finding Neverland et Gigi,.
Lors d'une séquence hommage, Josh Groban interpréta "You'll Never Walk Alone" de la comédie musicale Carousel.

## Palmarès
Les nominations ont été annoncés le 28 avril 2015 par Mary-Louise Parker et Bruce Willis.
| Meilleure pièce | Meilleure comédie musicale |
| --- | --- |
| - The Curious Incident of the Dog in the Night-Time - Disgraced - Hand to God - Wolf Hall Parts One & Two | - Fun Home - An American in Paris - Something Rotten! - The Visit |
| Meilleure reprise d'une pièce | Meilleure reprise d'une comédie musicale |
| - Skylight - The Elephant Man - This is Our Youth - You Can't Take It With You | - Le Roi et moi - On the Town - On the Twentieth Century |
| Meilleur acteur dans une pièce | Meilleure actrice dans une pièce |
| - Alex Sharp – The Curious Incident of the Dog in the Night-Time dans le rôle de Christopher Boone - Steven Boyer – Hand to God dans le rôle de Jason/Tyrone - Bradley Cooper – The Elephant Man dans le rôle de John Merrick - Ben Miles – Wolf Hall Parts One & Two dans le rôle de Thomas Cromwell - Bill Nighy – Skylight dans le rôle de Tom Sergeant                                               | - Helen Mirren – The Audience dans le rôle de la reine Élisabeth II - Geneva Carr – Hand to God dans le rôle de Margery - Elisabeth Moss – The Heidi Chronicles dans le rôle de Heidi Holland - Carey Mulligan – Skylight dans le rôle de Kyra Hollis - Ruth Wilson – Constellations dans le rôle de Marianne                          |
| Meilleur acteur dans une comédie musicale | Meilleure actrice dans une comédie musicale |
| - Michael Cerveris – Fun Home dans le rôle de Bruce Bechdel - Robert Fairchild – An American in Paris dans le rôle de Jerry Mulligan - Brian d'Arcy James – Something Rotten! dans le rôle de Nick Bottom - Ken Watanabe – Le Roi et moi dans le rôle du roi de Siam - Tony Yazbeck – On the Town dans le rôle de Gabey                                                                                  | - Kelli O'Hara – Le Roi et moi dans le rôle d'Anna Leonowens - Kristin Chenoweth – On the Twentieth Century dans le rôle de Lily Garland - Leanne Cope – An American in Paris dans le rôle de Lise Dassin - Beth Malone – Fun Home dans le rôle d'Alison Bechdel - Chita Rivera – The Visit dans le rôle de Claire Zachannassian       |
| Meilleur acteur de second rôle dans une pièce | Meilleure actrice de second rôle dans une pièce |
| - Richard McCabe – The Audience dans le rôle de PM Harold Wilson - Matthew Beard – Skylight dans le rôle d'Edward Sergeant - K. Todd Freeman – Airline Highway dans le rôle de Sissy Na Na - Alessandro Nivola – The Elephant Man dans le rôle de Frederick Treves - Nathaniel Parker – Wolf Hall Parts One & Two dans le rôle d'Henri VIII - Micah Stock – It's Only a Play dans le rôle de Gus P. Head | - Annaleigh Ashford – You Can't Take It With You dans le rôle d'Essie Carmichael - Patricia Clarkson – The Elephant Man dans le rôle de Madge Kendal - Lydia Leonard – Wolf Hall Parts One & Two dans le rôle d'Anne Boleyn - Sarah Stiles – Hand to God dans le rôle de Jessica - Julie White – Airline Highway dans le rôle de Tanya |
| Meilleur acteur de second rôle dans une comédie musicale | Meilleure actrice de second rôle dans une comédie musicale |
| - Christian Borle – Something Rotten! dans le rôle de The Bard - Andy Karl – On the Twentieth Century dans le rôle de Bruce Granit - Brad Oscar – Something Rotten! dans le rôle de Nostradamus - Brandon Uranowitz – An American in Paris dans le rôle d'Adam Hochberg - Max von Essen – An American in Paris dans le rôle d'Henri Baurel                                                               | - Ruthie Ann Miles – Le Roi et moi dans le rôle de Lady Thiang - Victoria Clark – Gigi dans le rôle de Mamita - Judy Kuhn – Fun Home dans le rôle d'Helen Bechdel - Sydney Lucas – Fun Home dans le rôle de petite Alison - Emily Skeggs – Fun Home dans le rôle d'Alison                                                              |
| Meilleur livret pour une comédie musicale | Meilleure partition originale |
| - Fun Home – Lisa Kron - An American in Paris – Craig Lucas - Something Rotten! – Karey Kirkpatrick et John O'Farrell - The Visit – Terrence McNally | - Fun Home – Jeanine Tesori (musique) et Lisa Kron (paroles) - The Last Ship – Sting (musique et paroles) - Something Rotten! – Wayne Kirkpatrick (musique et paroles) et Karey Kirkpatrick (musique et paroles) - The Visit – John Kander (musique) et Fred Ebb (paroles)                                                             |
| Meilleurs décors pour une pièce | Meilleurs décors pour une comédie musicale |
| - Bunny Christie et Finn Ross – The Curious Incident of the Dog in the Night-Time - Bob Crowley – Skylight - Christopher Oram – Wolf Hall Parts One & Two - David Rockwell – You Can't Take It with You | - Bob Crowley et 59 Productions – An American in Paris - David Rockwell – On the Twentieth Century - Michael Yeargan – Le Roi et moi - David Zinn – Fun Home |
| Meilleurs costumes pour une pièce | Meilleurs costumes pour une comédie musicale |
| - Christopher Oram – Wolf Hall Parts One & Two - Bob Crowley – The Audience - Jane Greenwood – You Can't Take It with You - David Zinn – Airline Highway | - Catherine Zuber – Le Roi et moi - Gregg Barnes – Something Rotten! - Bob Crowley – An American in Paris - William Ivey Long – On the Twentieth Century |
| Meilleures lumières pour une pièce | Meilleures lumières pour une comédie musicale |
| - Paule Constable – The Curious Incident of the Dog in the Night-Time - Paule Constable et David Plater – Wolf Hall Parts One & Two - Natasha Katz – Skylight - Japhy Weideman – Airline Highway | - Natasha Katz – An American in Paris - Donald Holder – Le Roi et moi - Ben Stanton – Fun Home - Japhy Weideman – The Visit |
| Meilleure mise en scène pour une pièce | Meilleure mise en scène pour une comédie musicale |
| - Marianne Elliott – The Curious Incident of the Dog in the Night-Time - Stephen Daldry – Skylight - Scott Ellis – You Can't Take It With You - Jeremy Herrin – Wolf Hall Parts One & Two - Moritz von Stuelpnagel – Hand to God | - Sam Gold – Fun Home - Casey Nicholaw – Something Rotten! - John Rando – On the Town - Bartlett Sher – Le Roi et moi - Christopher Wheeldon – An American in Paris |
| Meilleure chorégraphie | Meilleure orchestration |
| - Christopher Wheeldon – An American in Paris - Joshua Bergasse – On the Town - Christopher Gattelli – Le Roi et moi - Scott Graham et Steven Hoggett – The Curious Incident of the Dog in the Night-Time - Casey Nicholaw – Something Rotten! | - Christopher Austin, Don Sebesky et Bill Elliot – An American in Paris - John Clancy – Fun Home - Larry Hochman – Something Rotten! - Rob Mathes – The Last Ship |

## Autres récompenses
Le prix Tony Honors for Excellence in the Theatre a été décerné à Adrian Bryan-Brown (attaché de presse), Gene O'Donovan (fondateur du Hudson Scenic Studio) et à Arnold Abramson (décorateur et artiste peintre).
Le Special Tony Award pour l'ensemble de sa carrière a été décerné à Tommy Tune. Stephen Schwartz a reçu le prix Isabelle Stevenson Award.
The Cleveland Play House fut récompensé du Regional Theatre Tony Award. Le "Tony Honor for Excellence in Theatre Education" a été remis à Corey Mitchell, professeur de théâtre et metteur en scène de la Northwest School of the Arts, Charlotte, Caroline du Nord.
John Cameron Mitchell a reçu le Tony Award Special pour son retour dans Hedwig and the Angry Inch.